# Matoller de Grauer
El matoller de Grauer (Bradypterus graueri) és una espècie d'ocell de la família dels locustèl·lids (Locustellidae). Es troba a Burundi, República Democràtica del Congo, Ruanda i Uganda. Habita les zones humides d'àigua dolça, com llacs i aiguamolls. Està amenaçat per la pèrdua d'hàbitat. El seu estat de conservació es considera vulnerable.
El nom específic de Grauer fa referència a l'ornitòleg austríac Rudolf Grauer (1871-1927).